# تل أبو صيفي
يقع تل أبو صيفي على بعد 3 كم شرق مدينة القنطرة شرق بجوار المركز العلمي لآثار سيناء وهو أحد التلال الأثرية المهمة بشمال سيناء.

## التنقيب والكشف الأثري
وقد قامت باعمال التنقيب في مواقع أبو صيفي عدة بعثات منذ عام 1911. حيث قامت بعثة مصلحة الآثار المصرية برئاسة محمد أفندي شعبان بالتنقيب في الموقع. وفي عام 1914 قام كذلك بالتنقيب في الموقع البعثة الفرنسية التابعة لشركة قناة السويس العالمية. وأثناء فترة الاحتلال الإسرائيلي لسيناء بعد عام 1967، قامت بعثة جامعة بن غوريون باجراء جسات بالموقع، حيث كان الموقع مستخدماً كقاعدة عسكرية مما سبب تدمير كبير في اجزاء من المنطقة الأثرية.
واثناء قيام المجلس الأعلى للآثار بأعمال الحفر في مشروع ترعة السلام. وبداية من عام 1994 وحتى عام 2000، قامت بعثة آثار شمال سيناء بالتنقيب المنظم عدة مواسم متتالية وسجلت عدة اكتشافات هامة.

## أهم الأكتشافات الأثرية
واذا تعرضنا لأهم الاكتشافات الأثرية بموقع تل أبو صيفي، يمكن أن نحدد ملامح هذه الاكتشافات ببداية الكشف عن اجزاء من أسوار قلعة قديمة مبنية بالطوب اللبن من العصر الروماني يمكن تأريخها بالقرن الثالث الميلادي، وذلك من خلال اكتشاف العالم الفرنسي جان كليدا للسور الشرقي والسور الشمالي للقعلة، وهي نفس القلعة التي كشفت عنها بعثة المجلس الأعلى للآثار في بدياة اعمالها 1994-2000 حيث تم الكشف عن القعة عن القعة بالكامل للأسوار الاربعة.
وقد تم تحديد أسوار القلعة الرمانية بأبعاد 160م×99م وسمك السور 4 م، وذات مدخلين يفتح كل منها في أحد أضلاع القلعة الجنوبي والشمالي وهذه المداخل مدعمة بأبراج – نصف دائرية على جانبي كل مدخل كما أن الأركان الأربعة للقلعة مدعمة بأبراج دائرية أيضا. وقد بلغ عدد الأبراج التي تدعم أسوار القلعة الأربعة والمداخل أربعة عشرة برجا. وقد تم الكشف كذلك عن عدد من السلالم التي كانت توصل لسطح أسوار القلعة المبنية ملاصقة تماما للسور وأمكن تحديد موقعين لهذه السلالم من داخل الاسوار بجوار مداخل القلعة في الشمال والجنوب.
هذا علاوة على الكشف عن عدد من المخازن المبنية من الطوب اللبن ملاصقة للسور الجنوبي والشرقي لسور القلعة من الداخل علاوة على اثنى عشرة دعامة مستطيلة بنيت ملاصقة للاسوار داخل القلعة. كما تم الكشف عن تغير حدث في أسوار القلعة حيث تم إضافة سور آخر في الجهة الغربية عوضا عن السور الغربي للقلعة وهذا التغير سبب تغير في مساحة القلعة وربما في الاستخدام أيضا. حيث نجد أن الجهة الشرقية من القلعة تم الكشف فيها عن موقع معبد من الشرق للغرب داخل اسوار القلعة مما سبب تغير في فناء القلعة في القرن الثالث الميلادي ومازال المعبد تحت الدراسة ولم ينشر حتى الآن علاوة على المنطقة الشمالية التي كشف فيها عن ثلاثة شوارع متوازية من الشمال للجنوب تتعامد على السور الشمالي للقلعة وتقع فيها مساكن أو ما يشابه الأحياء السكنية خارج اسوار القلعة لما يعرف بثكنات الجنود.
وكانت أعمال الحفر لبعثة الآثار المصرية بتل أبو صيفى قد كشفت عن أسوار قلعة سيلا الرومانية والتي بنيت بالطوب اللبن من الطفلة البيضاء فقد كشفت الحفائر عن قلعة أخرى أقدم من القلعة الرومانية تم تأريخها بالعصر البطلمي. وتمن الكشف عن الأسوار الأربعة للقلعة البطلمية وقد بني فوق انقاضها السور الشرقي والجنوبي للقلعة الرومانية بمعنى أنها بنيت فوق أنقاض الركن الجنوبي الشرقي للقلعة البطلمية.
ويمكن التمييز بين الوان القوالب التي بنيت فيها أسوار القلاع المكتشفة حيث بنيت القلعة الرومانية من قوالب اللبن البيضاء اللون والطفلية وبنيت القلعة البطلمية من قوالب الطمي الأسود مع اختلاف المقاسات للقوالب وطريقة البناء. كذلك أمكن الكشف عن مناطق سكنية في تل أبو صيفي، علاوة على أن مساحة القلعة البطلمية 230X 200 م ولم يحدد المكتشف مداخل القلعة. كما أن سمك الأسوار يترواح ما بين 11 إلى 13 متر وكذلك تم تحديد عدد من الدخلات والخرجات في السور الشمالي للقلعة. وقد تم تاريخ عصر القلاع المكتشفة من خلال الكشف عن عدد كبير من القطع الفخارية والعملات والقطع الحجرية التي عثر عليها بالموقع وعليها كتابات قديمة حيث أمكن تاريخ أحد هذه الكتابات بسنة 288 ميلادية لاحد الوحدات الرومانية التي عسكرت في ذلك المكان بتل أبو صيفي والتي تم تحقيقها بقلعة سيلا الرومانية بمعرفة جان كليد.
وكانت أعمال الحفائر في تل أبو صيفي قد كشفت عن قلعتين من العصر الروماني والأقدم من العصر البطلمي، إلا أن الطبقة الأقدم في هذا الموقع ربما ترجع إلى العصر الفارسي نظرا للعثور على بعض القطع الفخارية من ذلك العصر. يعتبر الكشف عن قلعتي تل أبو صيفي من الأهمية بالنسبة لتحديد الموقع الصحيح لبداية طريق حورس الحربي القديم الذي بدأ كان يبدأ من قلعة ثارو والتي سبق أن تم تحديدها خطأ بموقع أبو صيفي بمعرفة العالم الإنجليزي ألان جاردنر. وهنا نوضح أن اأعمال الحفائر هي التي توضح أكثر الاحتمالات في تحديد وتحقيق مواقع المدن القديمة حتى أتضح فيما بعد أن موقع قلعة ثارو المصرية القديمة بداية طريق حورس الحربي القديم أمكن تحديده في تل حبوه على بعد 3 كم إلى الشمال الشرقي فيها بمعرفة البعثة المصرية بشمال سيناء.
تمكنت البعثة الأثرية المصرية العاملة بتل آثار أبو صيفي بمنطقة آثار شمال سيناء من الكشف عن بقايا مبنى من الحجر الجيري، عبارة عن ورشة لإصلاح المراكب والسفن تعود للعصر البطلمي والروماني.
وأوضح الدكتور مصطفى وزيري، الأمين العام للمجلس الأعلى للآثار، أن الورشة تتكون من أحواض جافة لإصلاح وبناء السفن، عبارة عن حوضين منفصلين بينهما مبني مستطيل الشكل، يقع الحوض الأكبر إلى الشرق ويتكون من بقايا جدارين متوازيين يمثلان جسم الحوض بعرض 6 م، حيث يتم سحب السفن داخل الحوض للإصلاح، ويمتد كلا الجدارين نحو الجنوب تجاه مياه البحيرة القديم في ما يقرب من 25 م طول.
ومن جانبها، قالت نادية خضر، رئيس الإدارة المركزية لآثار وجه بحري، إن معظم الأحجار الجيرية الضخمة المكونة للورشة، قد تم اقتلاعها من أماكنها الأصلية لإعادة استخدامها في أغراض أخري في عصور أثرية لاحقة، وذلك بعد انتهاء وظيفة الميناء وجفاف البحيرة وفرع النيل الذي كان يغذي المكان.
وأضافت، أنه تم الكشف أيضا عن بقايا أخشاب متحللة متراصة بطريقة منتظمة داخل الحوض الكبير في شكل طبقات، ربما كانت تستخدم في عمليات إصلاح السفن أو كانت عبارة عن بقايا قارب أو طوف، بالإضافة إلى العديد من المسامير المصنوعة من البرونز والحديد مختلفة الأشكال والأحجام، كانت تستخدم في بناء وإصلاح القوارب.
وأضاف هشام حسين، مدير عام آثار شمال سيناء، إنه تم العثور أيضا على بقايا عظام لأسماك نيلية، كانت تشتهر بها المنطقة خلال العصور القديمة، حيث كان يمر أحد فروع النيل «البيلوزي» إلى الجنوب من تل أبو صيفي، بالإضافة إلي العثور علي كميات من الفخار المحلى والفخار المستورد.
وأشار حسين، إلى أن أعمال هذا الموسم للبعثة الأثرية المصرية بمنطقة تل أبو صيفي، هي استكمال لأعمال مشروع الكشف عن ميناء تل أبوصيفي القديم، والذي انطلق خلال بداية التسعينيات، كما تعتبر جزءًا من خطة مشروع تطوير آثار شمال سيناء، حيث تضم عمل عدد من البعثات الأثرية المصرية التي تقوم بإجراء أعمال الحفائر والاكتشافات الأثرية بشمال سيناء.